# Sabatieria praedatrix
Sabatieria praedatrix is een rondwormensoort uit de familie van de Comesomatidae. De wetenschappelijke naam van de soort is voor het eerst geldig gepubliceerd in 1907 door de Man.